# キャラサミ
キャラサミは、萌えキャラクターとその運営者を集め、横の繋がりを強化し、現代のサブカルチャーを発展すべく設立された日本の団体である。正式名称を「萌えキャラ学会」と称し、（自称）萌えキャラ学会、キャラクター・サミットとも通称される。キャラサミは、通称の省略形に過ぎない点に注意されたい。

## 概要
神戸新聞社の求人広告より派生した、いまいち萌えない娘や、東北ずん子の運営関係者らが発起者となり、地域に根ざす、あらゆる萌えキャラ達を応援するためのプロジェクトとして、2014年に発足した団体である。
地域振興を担う萌えキャラに限らず、企業や自治体の萌えキャラも加盟対象に含まれる。しかしながら、加盟を申請するプロセス自体は難しくないものの、承認を受けるには複数の条件を全て満たす必要があり、条件を満たしても、会員として相応しくない場合は承認されない場合もある。具体的には、TINAMIによると、全国に点在する、いわゆるご当地キャラクターは2017年現在で3000体を超え、学研ホールディングスにより開催された、2016年度の萌えキャラグランプリにおいてエントリーされた著名な萌えキャラに限定しても総勢200体を超える状況の中、キャラサミに加盟しているキャラクターは、その僅か半数にも満たない。

## 参加資格
加盟に必要とされる主な条件は以下の通り。
- 萌えキャラであること（自称含）
- イラストが存在すること
- 地域愛、キャラクター愛があること
- ファンと交流できること
- 公式なフェイスブックページ、または公式なウェブサイトが存在し、そこにキャラクターに関するプロフィール等を記載したページが存在すること
- 然るべき団体によって運営されている（運営団体が存在する）こと
- ウェブサイト内にて問合せ先が公開されていること

キャラサミに在籍するキャラクターには相互協力関係が築かれ、共同でイベントを開催するなど、積極的なコラボレーション活動が行なわれる。

## 名称
キャラクターの運営者が互いに知恵を貸し合い、情報を供出、共有しつつ、キャラクターの運用手法について研究し、研鑽を高め、日本におけるサブカルチャーの発展を目指す組織であることから学会を冠する。しかしながら日本学術会議や日本学術協力財団によって指定された、国の公的な学術団体ではなく、商業団体でもない。
SNSなどでは、もっぱら通称（キャラサミ）が用いられ、（自称）萌えキャラ学会による何らかの催しや、メディア上での表記を除き、学会名称で呼ばれる例は少ない。

## 会員
キャラサミにおいては、会員が、運営者名ではなくキャラクター名で管理されている。
当然ながら、キャラクター1体につき運営者が1人とは限らないため、活動に参加している人間の数は決して少なくない。
むしろサブカルチャーを扱う学術団体としては大規模な組織と言える。
会員リストは外部サイトを参考のこと。また、Wikipediaに記事のあるキャラクターについてはCategory:キャラサミに記載がある。

## 年表
- 2014年（平成26年）
  - 7月30日 - SNS上にて「#キャラサミ」タグが作成される[7]
  - 8月8日 - 神戸新聞社の萌えキャラマスコット、いまいち萌えない娘が（自称）萌えキャラ学会会則を公開[7]
  - 8月12日 - 学会設立[7]
  - 11月11日 - 第1回サミット 開催（東京都）[8][7]
  - 12月 - キャラサミ冬の陣 開催（東京都）[7]
- 2015年（平成27年）
  - 1月15日 - 公式サイト開設[7]
  - 4月5日 - 全国萌えキャラフェスティバル2015（岐阜県大垣市）に出展[7]
  - 6月29日 - サブカルタイム☆さっぽろを共催（北海道札幌市）[7]
  - 11月15日 - せいか祭りのイベントSEIKAサブカルフェスタ2015内にてキャラサミ in SEIKAを開催（京都府精華町）[7]
- 2016年（平成28年）11月20日 - せいか祭りのイベントSEIKAサブカルフェスタ2016内にてキャラサミ in SEIKA（第2回）を開催（京都府精華町）[7]
- 2017年（平成29年）11月19日 - せいか祭りのイベントSEIKAサブカルフェスタ2017内にてキャラサミ in SEIKA（第3回）を開催（京都府精華町）[9]
- 2018年（平成30年）11月18日 - せいか祭りのイベントSEIKAサブカルフェスタ2018内にてキャラサミ in SEIKA（第4回）を開催（京都府精華町） [9]
- 2019年（令和元年）11月17日 - せいか祭りのイベントSEIKAサブカルフェスタ2019内にてキャラサミ in SEIKA（第5回）を開催（京都府精華町）[9]
- 2021年（令和3年）11月21日 - SEIKAサブカルフェスタ2021内にてキャラサミ in SEIKA（第6回）を開催（京都府精華町）[10]